# Panayiota Bertzikis
Panayiota Bertzikis é uma veterana da Guarda Costeira dos Estados Unidos que fundou o Centro de Crises de Violência Militar, oferecendo aconselhamento gratuito às vítimas de agressão sexual.
Isso ocorreu depois que Bertzikis fez alegações de ter sido agredido sexualmente. Após a sua libertação da Guarda Costeira, foi concedida a honra unsung concedida pela comissão de Massachusetts no status das mulheres em maio de 2010.